# Pantserjuffers (geslacht)
Lestes is een geslacht van libellen (Odonata) uit de familie van de pantserjuffers (Lestidae). De wetenschappelijke naam van het geslacht werd in 1815 voorgesteld door William Elford Leach. Leach wees geen typesoort aan en noemde geen namen van soorten die hij in het geslacht plaatste. In 1890 wees William Forsell Kirby Agrion sponsa Hansemann, 1823 als type aan.
De soorten in dit geslacht houden in rust hun vleugels half uitgespreid, onder een hoek van ongeveer 90 graden ten opzichte van elkaar. Vrijwel alle andere juffers houden hun vleugels in rust ongeveer tegen elkaar.

## Soorten
Lestes omvat ruim 80 soorten: De Nederlandstalige namen zijn, voor zover niet voorkomend in het Nederlands Soortenregister, ontleend aan Libellen van Europa.
- Lestes alacer Hagen, 1861
- Lestes alfonsoi González & Novelo, 2001
- Lestes amicus Martin, 1910
- Lestes angularis Fraser, 1929
- Lestes apollinaris Navás, 1934
- Lestes auripennis Fraser, 1955
- Lestes auritus Hagen, 1862
- Lestes australis Walker, 1952
- Lestes barbarus (Fabricius, 1798) – Zwervende pantserjuffer
- Lestes basidens Belle, 1997
- Lestes bipupillatus Calvert, 1909
- Lestes concinnus Hagen, 1862
- Lestes congener Hagen, 1861
- Lestes curvatus Belle, 1997
- Lestes debellardi De Marmels, 1992
- Lestes dichrostigma Calvert, 1909
- Lestes disjunctus Selys, 1862
- Lestes dissimulans Fraser, 1955
- Lestes dorothea Fraser, 1924
- Lestes dryas Kirby, 1890 – Tangpantserjuffer
- Lestes elatus Hagen, 1862
- Lestes eurinus Say, 1840
- Lestes falcifer Sjöstedt, 1918
- Lestes fernandoi Costa, De Souza & Muzón, 2006
- Lestes forcipatus Rambur, 1842
- Lestes forficula Rambur, 1842
- Lestes garoensis Lahiri, 1987
- Lestes helix Ris, 1918
- Lestes henshawi Calvert, 1907
- Lestes ictericus Gerstäcker, 1869
- Lestes inaequalis Walsh, 1862
- Lestes japonicus Selys, 1883
- Lestes jerrelli Tennessen, 1997
- Lestes jurzitzai Muzón, 1994
- Lestes macrostigma (Eversmann, 1836) – Grote pantserjuffer
- Lestes malabaricus Fraser, 1929
- Lestes malaisei Schmidt, 1964
- Lestes minutus Selys, 1862
- Lestes nigriceps Fraser, 1924
- Lestes nodalis Selys, 1891
- Lestes numidicus Samraoui, Weekers & Dumont, 2003 – Late pantserjuffer
- Lestes ochraceus Selys, 1862
- Lestes pallidus Rambur, 1842
- Lestes patricia Fraser, 1924
- Lestes paulistus Calvert, 1909
- Lestes pictus Hagen in Selys, 1862
- Lestes pinheyi Fraser, 1955
- Lestes plagiatus (Burmeister, 1839)
- Lestes praecellens Lieftinck, 1937
- Lestes praemorsus Hagen in Selys, 1862
- Lestes praevius Lieftinck, 1940
- Lestes pruinescens Martin, 1910
- Lestes quadristriatus Calvert, 1909
- Lestes quercifolius Selys, 1878
- Lestes rectangularis Say, 1840
- Lestes regulatus Martin, 1910
- Lestes scalaris Gundlach, 1888
- Lestes secula May, 1993
- Lestes sigma Calvert, 1901
- Lestes silvaticus (Schmidt, 1951)
- Lestes simplex Hagen, 1861
- Lestes simulatrix McLachlan, 1895
- Lestes spatula Fraser, 1946
- Lestes sponsa (Hansemann, 1823) – Gewone pantserjuffer
- Lestes spumarius Hagen, 1862
- Lestes sternalis Navás, 1930
- Lestes stultus Hagen, 1861
- Lestes temporalis Selys, 1883
- Lestes tenuatus Rambur, 1842
- Lestes tikalus Kormoondy, 1959
- Lestes trichonus Belle, 1997
- Lestes tricolor Erichson, 1848
- Lestes tridens McLachlan, 1895
- Lestes uncifer Karsch, 1899
- Lestes undulatus Say, 1840
- Lestes unguiculatus Hagen, 1861
- Lestes urubamba Kennedy, 1942
- Lestes vidua Hagen, 1861
- Lestes vigilax Hagen, 1862
- Lestes virens (Charpentier, 1825) – Tengere pantserjuffer
- Lestes virgatus (Burmeister, 1839)
- Lestes viridulus Rambur, 1842

### Niet meer in dit geslacht, of gesynonymiseerd
- Lestes albicaudus nu: Indolestes albicaudus (McLachlan, 1895)
- Lestes analis nu: Austrolestes analis (Rambur, 1842)
- Lestes annulosus nu: Austrolestes annulosus (Selys, 1862)
- Lestes aridus nu: Austrolestes aridus (Tillyard, 1908)
- Lestes bellax nu: Indolestes bellax (Lieftinck, 1930)
- Lestes bilineatus nu: Indolestes bilineatus (Selys, 1891)
- Lestes cyaneus nu: Indolestes cyaneus (Selys, 1862)
- Lestes dajakanus nu: Indolestes dajakanus (Lieftinck, 1948)
- Lestes divisus nu: Indolestes divisus (Hagen, 1862)
- Lestes exoletus nu: Archilestes exoletus (Hagen, 1862)
- Lestes extraneus nu: Indolestes extraneus (Needham, 1930)
- Lestes gracilis nu: Indolestes gracilis (Hagen, 1862)
- Lestes grandis nu: Archilestes grandis (Rambur, 1842)
- Lestes io nu: Austrolestes io (Selys, 1862)
- Lestes leda nu: Austrolestes leda (Selys, 1862)
- Lestes lundquisti nu: Indolestes lundquisti (Lieftinck, 1949)
- Lestes luxatus nu: Indolestes luxatus (Lieftinck, 1932)
- Lestes lygisticercus nu: Indolestes lygisticercus (Lieftinck, 1932)
- Lestes orientalis nu: Sinhalestes orientalis (Hagen, 1862)
- Lestes parvidens nu: Chalcolestes parvidens (Artobolevskii, 1929) – Oostelijke houtpantserjuffer
- Lestes platystylus nu: Platylestes platystylus (Rambur, 1842)
- Lestes psyche nu: Austrolestes psyche (Hagen, 1862)
- Lestes risi nu: Indolestes risi (Van der Weele, 1909)
- Lestes tenuissimus nu: Indolestes tenuissimus (Tillyard, 1906)
- Lestes trinitatis nu: Hypolestes trinitatis (Gundlach, 1888)
- Lestes umbrinus Selys, 1891, zie Lestes concinnus Hagen, 1862
- Lestes viridis nu: Chalcolestes viridis (Vanderlinden, 1825) – Houtpantserjuffer
- Lestes wallacei nu: Orolestes wallacei (Kirby, 1889)

## Determineertabellen voor pantserjuffers van de Benelux
In deze tabellen wordt ook de niet langer in het geslacht Lestes geplaatste houtpantserjuffer (Chalcolestes viridis) meegenomen.

### Uitgekleurde mannetjes
Gewone pantserjuffer en tangpantserjuffer hebben lange onderste achterlijfsaanhangsels, dus vier lange aanhangsels. Bij de andere soorten zijn de onderste aanhangsels kort, dus zie je maar twee lange aanhangsels.
- 1 Zwervende pantserjuffer: pterostigma voor de helft tot twee derde bruin, verder wittig; achterlijf nooit met blauwe berijping + achterzijde kop altijd licht van kleur.
- 2 Houtpantserjuffer: pterostigma gelig tot lichtbruin; achterlijf nooit met blauwe berijping + achterzijde kop donker; op de zijkant van het borststuk een donker 'schiereilandje' of 'doorntje'. (Let op of het lichte pterostigma niet betekent dat het een jong mannetje betreft.)
- 3 Tengere pantserjuffer: blauwe berijping op segment 9-10 en segment 1, rest onberijpt; pterostigma bruin tot donkerbruin met meestal lichte zomen + achterhoofd altijd licht.
- 4 Tangpantserjuffer: blauwe berijping op segment 9-10 en meestal ook vaag op 8, bovendien op 1 en voor twee derde op de rug van segment 2; pterostigma donkerbruin tot zwart met vaak lichte zijaders + achterhoofd altijd donker of berijpt; stevige soort.
- 5 Gewone pantserjuffer: blauwe berijping op segment 9-10 en meestal niet op 8, bovendien op 1 en meestal op de hele rug van segment 2; pterostigma donkerbruin tot zwart met soms lichte zijaders + achterhoofd altijd donker of berijpt, minder stevige soort. (Let op als segment 2 niet geheel berijpt is: scherp begrensd groen of bronskleurig rechthoekje is tangpantserjuffer, vager begrensd en/of minder duidelijk rechthoekig betekent gewone pantserjuffer.)

### Jonge mannetjes
Een donker achterhoofd betekent dat het geen zwervende of tengere pantserjuffer is, een licht achterhoofd kan alle soorten betreffen.
- 1 Gewone pantserjuffer: vier lange aanhangsels + weinig groen op het halsschildje + weinig groen op het heupschildje; lichte delen beetje oranje-achtig.
- 2 Tangpantserjuffer: vier lange aanhangsels + vrij veel groen op het halsschildje + veel groen op het heupschildje; vaak een 'schiereilandje' of 'doorntje' op de zijkant van het borststuk; lichte delen wittig of gelig.
- 3 Houtpantserjuffer: altijd op de zijkant van het borststuk een donker 'schiereilandje' of 'doorntje'.
- 4 Zwervende pantserjuffer: weinig groen op het halsschildje + weinig groen op het heupschildje.
- 5 Tengere pantserjuffer: vrij veel groen op het halsschildje + veel groen op het heupschildje.

### Vrouwtjes
Jonge dieren hebben allemaal lichte pterostigma's, let dan op de andere kenmerken. Een donker achterhoofd betekent dat het geen zwervende of tengere pantserjuffer is, een licht achterhoofd kan alle soorten betreffen.
- 1 Zwervende pantserjuffer: pterostigma voor de helft tot twee derde bruin, verder wittig; achterzijde kop altijd licht van kleur + weinig groen op het halsschildje + weinig groen op het heupschildje.
- 2 Tengere pantserjuffer: pterostigma bruin tot donkerbruin met meestal lichte zomen + achterhoofd altijd licht + vrij veel groen op het halsschildje + veel groen op het heupschildje.
- 3 Houtpantserjuffer: pterostigma wittig tot lichtbruin; altijd op de zijkant van het borststuk een donker 'schiereilandje' of 'doorntje'. (Let op of het lichte pterostigma niet betekent dat het een jong dier van een andere soort betreft.)
- 4 Tangpantserjuffer: zeer fors legapparaat + vrij veel groen op het halsschildje + veel groen op het heupschildje; vaak een 'schiereilandje' of 'doorntje' op de zijkant van het borststuk;
- 5 Gewone pantserjuffer: fors legapparaat + weinig groen op het halsschildje + weinig op het heupschildje

Toelichting. Deze determinatietabellen gelden voor Nederland en België. Als de kenmerken bij stap 1 niet opgaan gaat men naar stap 2. Bij elke stap staat tussen puntkomma's een uniek kenmerk (voor die stap en volgende stappen) of een unieke combinatie van kenmerken (met plusteken). Elk van die unieke kenmerken is op zich voldoende voor de determinatie, maar het is verstandig ook de overige unieke zaken te bekijken. Tussen haakjes staan kenmerken die juist niet mogen kloppen.

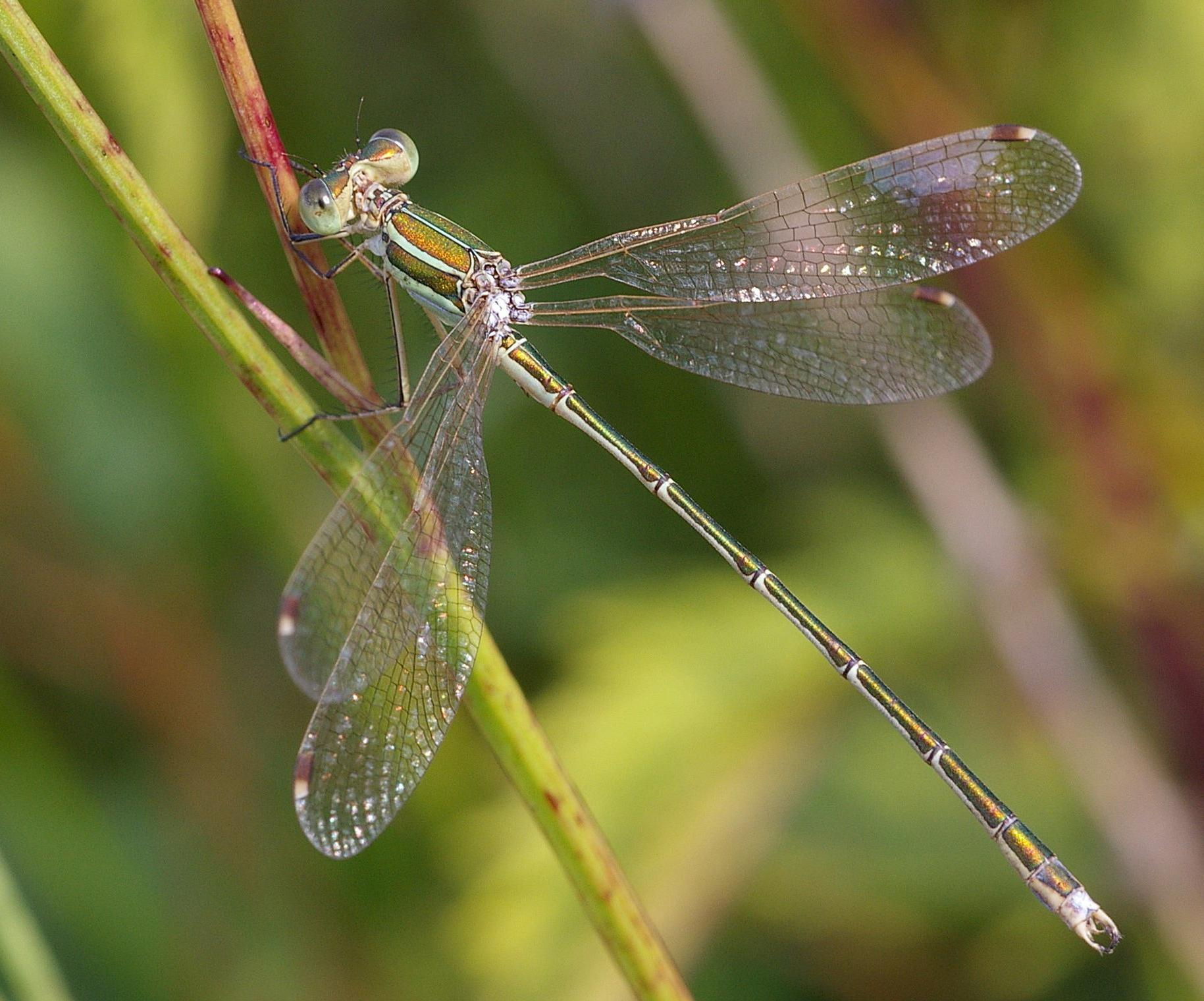
Zwervende pantserjuffer (Lestes barbarus) ♂
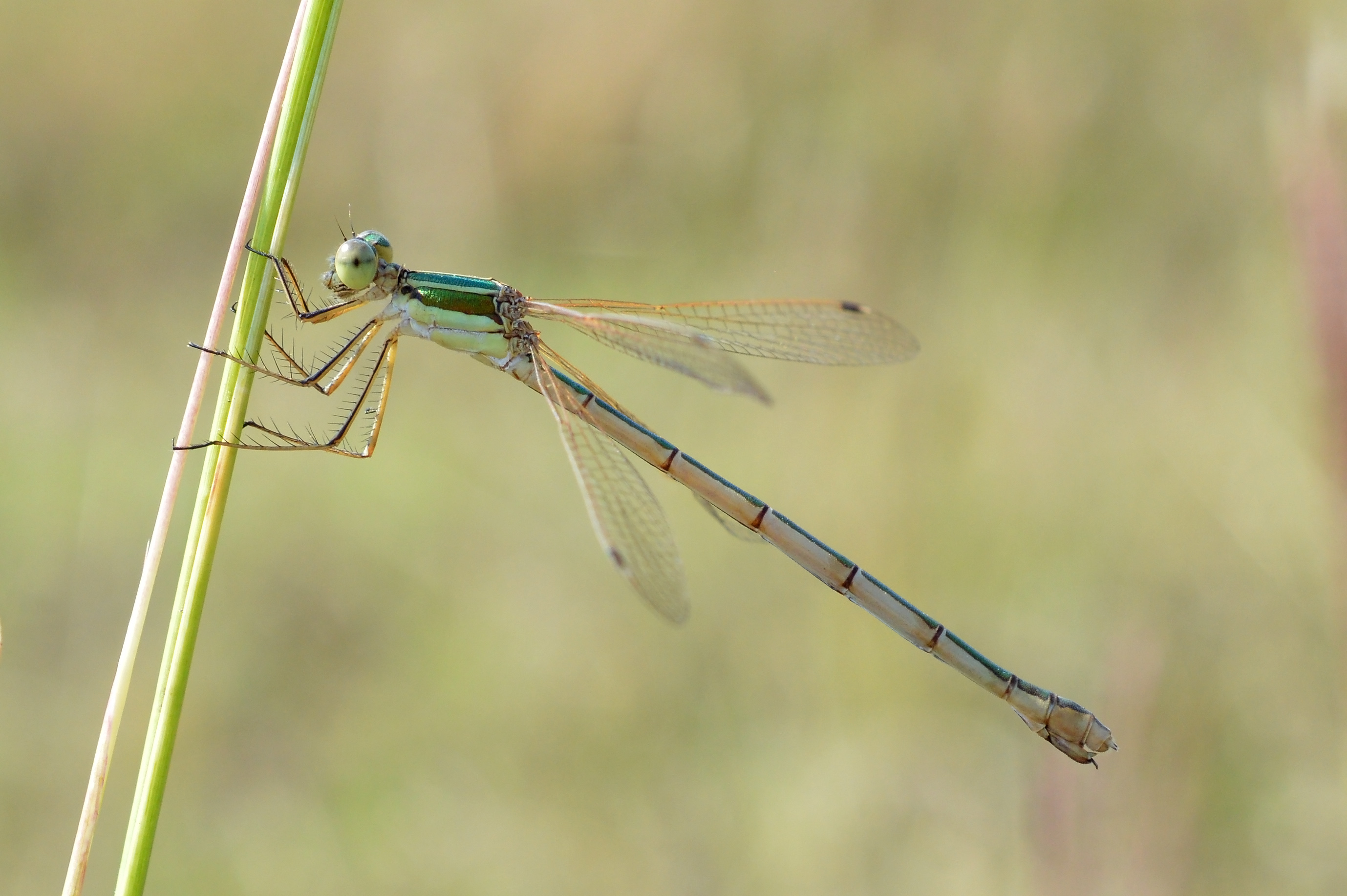
Zwervende pantserjuffer (Lestes barbarus) ♀
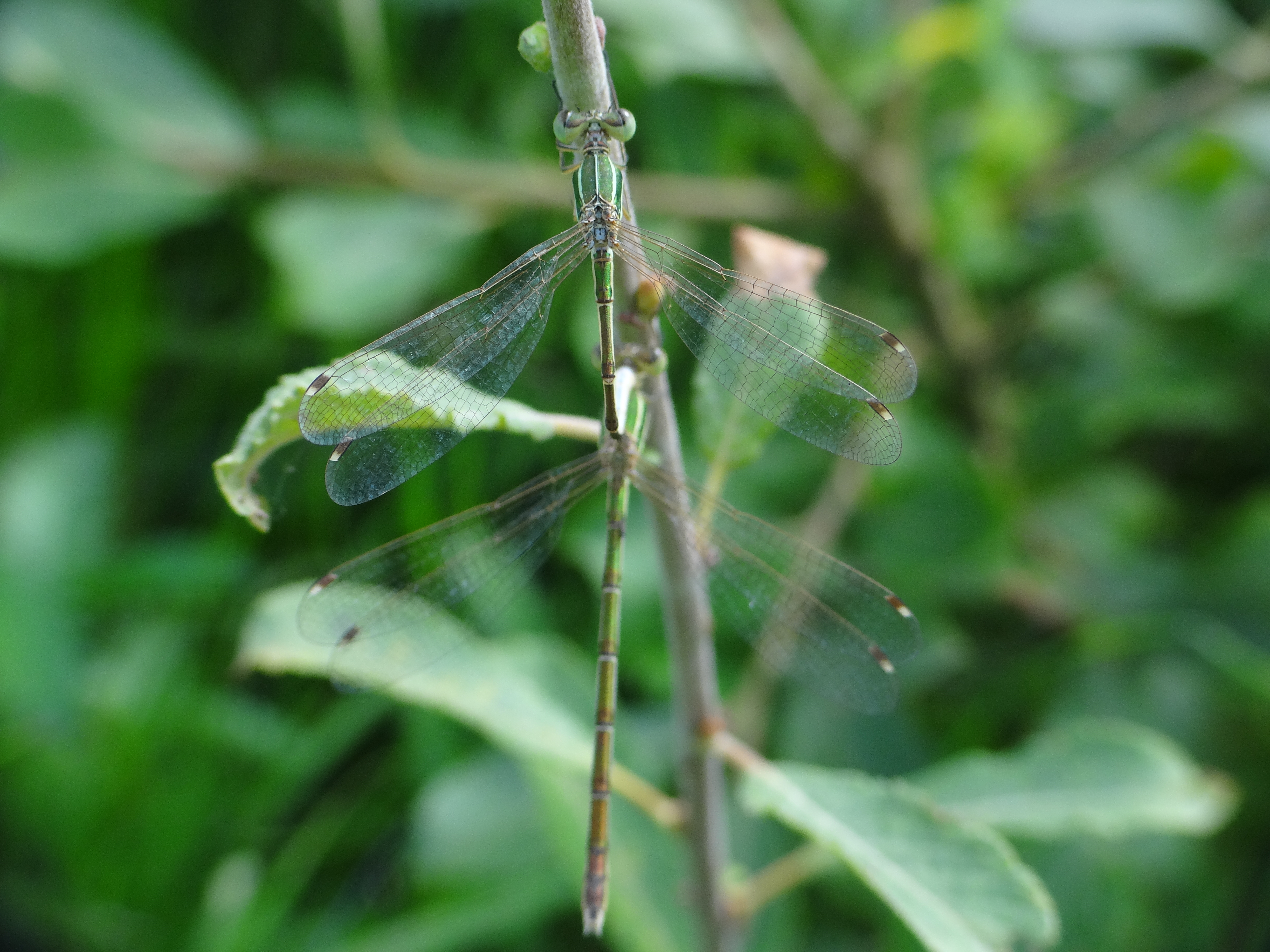
Zwervende pantserjuffer (Lestes barbarus) ♂ + ♀ tweekleurig pterostigma
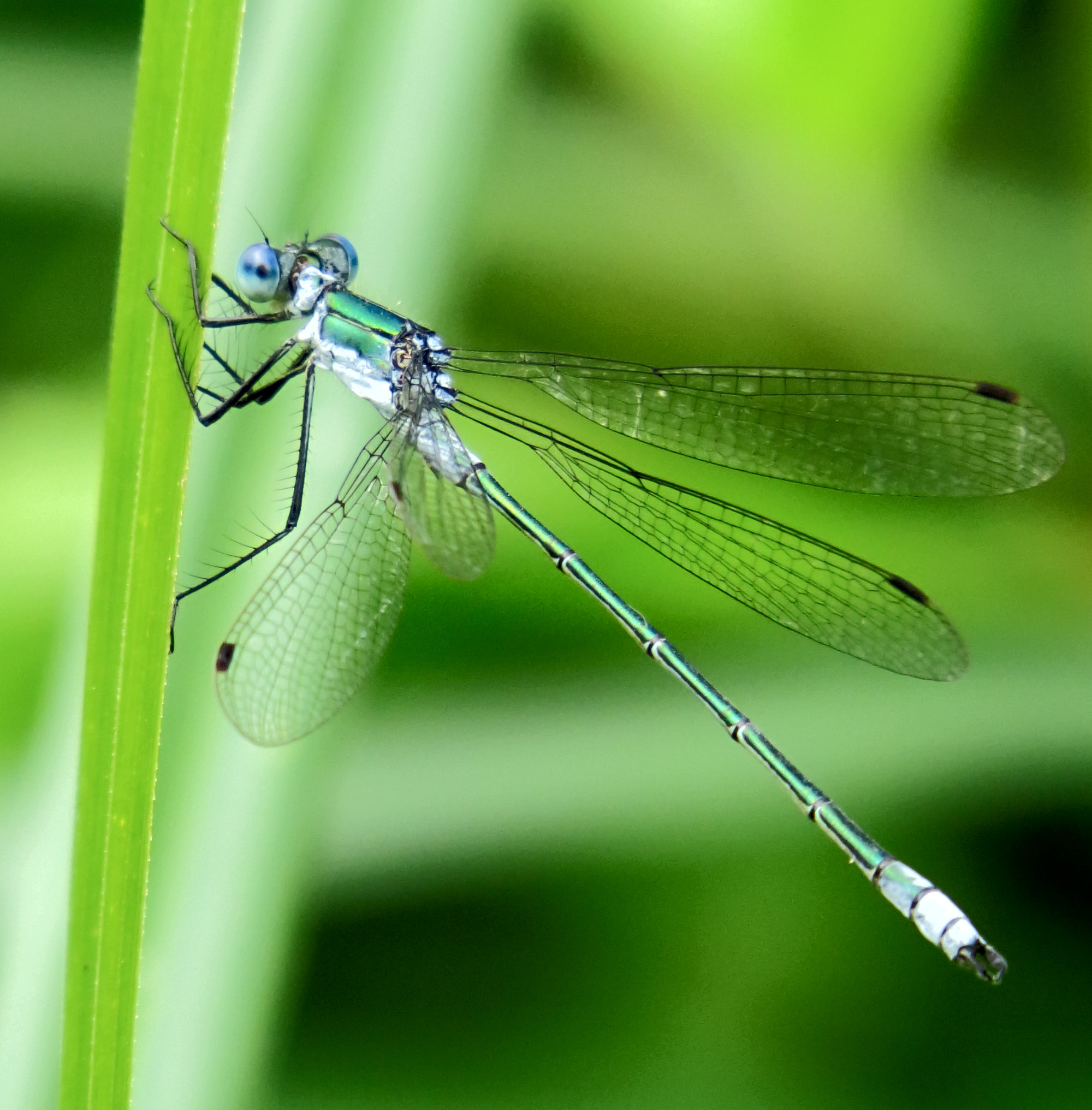
Tangpantserjuffer (Lestes dryas) ♂
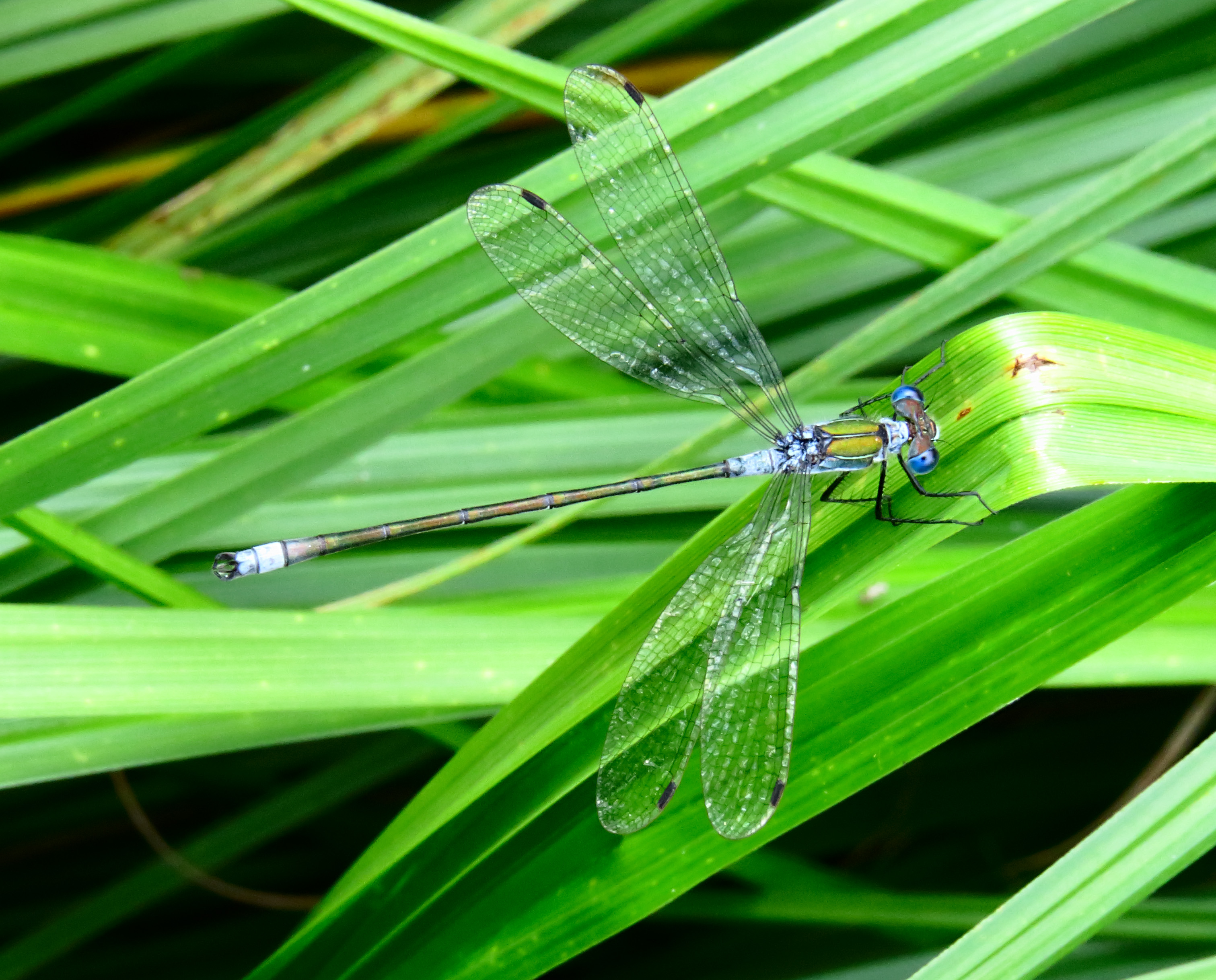
Tangpantserjuffer (Lestes dryas) ♂
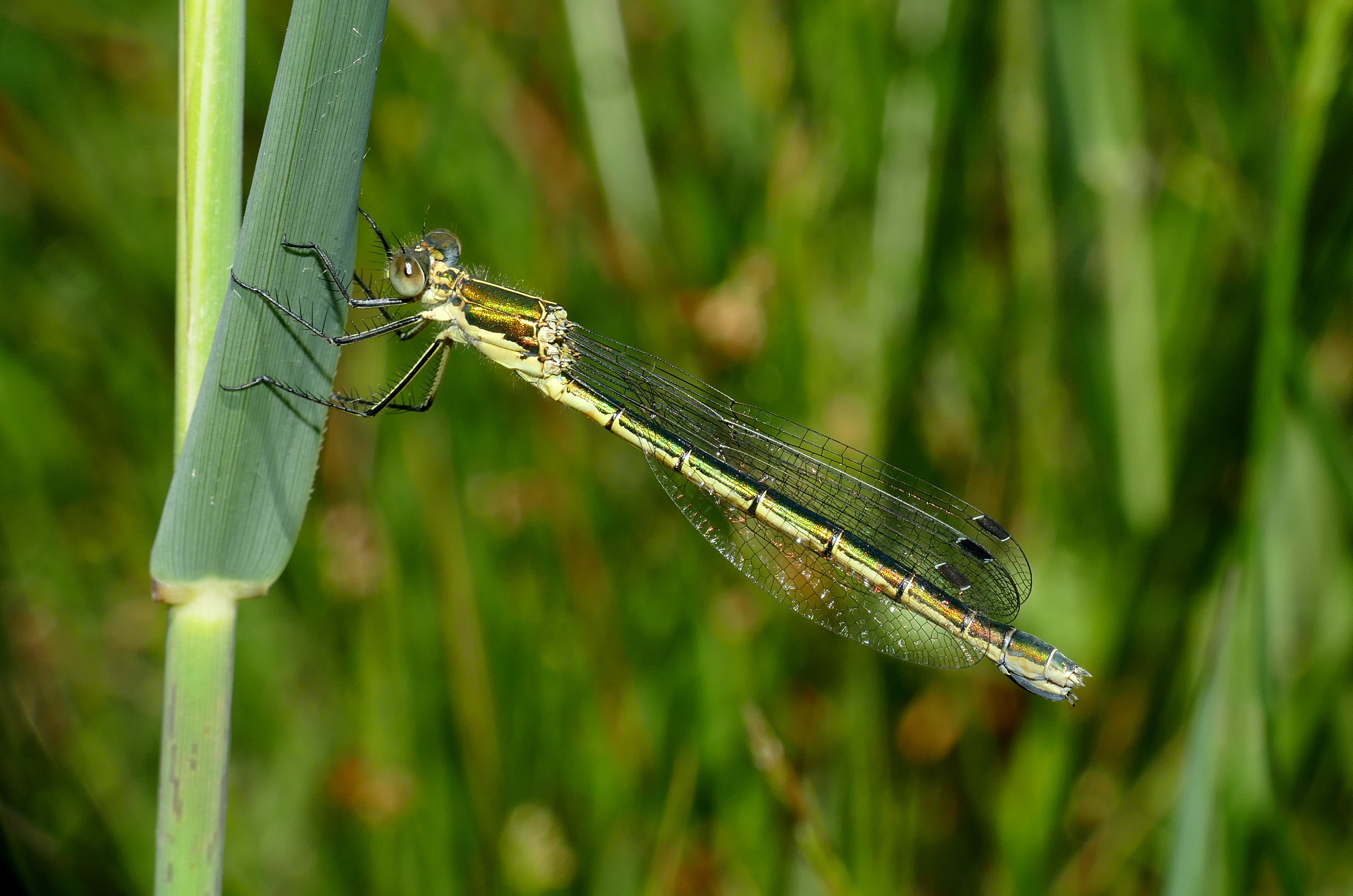
Tangpantserjuffer (Lestes dryas) ♀
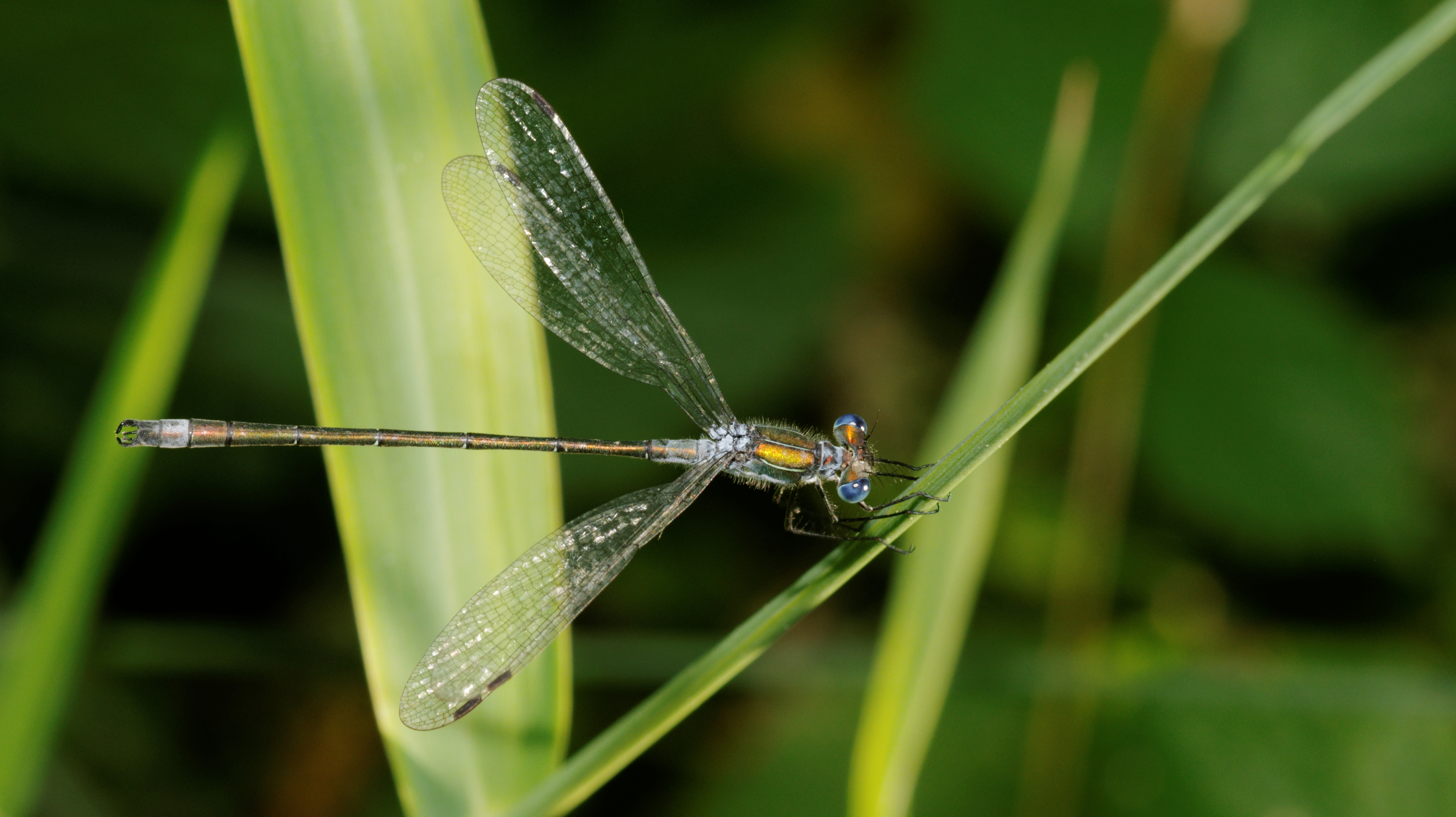
Gewone pantserjuffer (Lestes sponsa) ♂
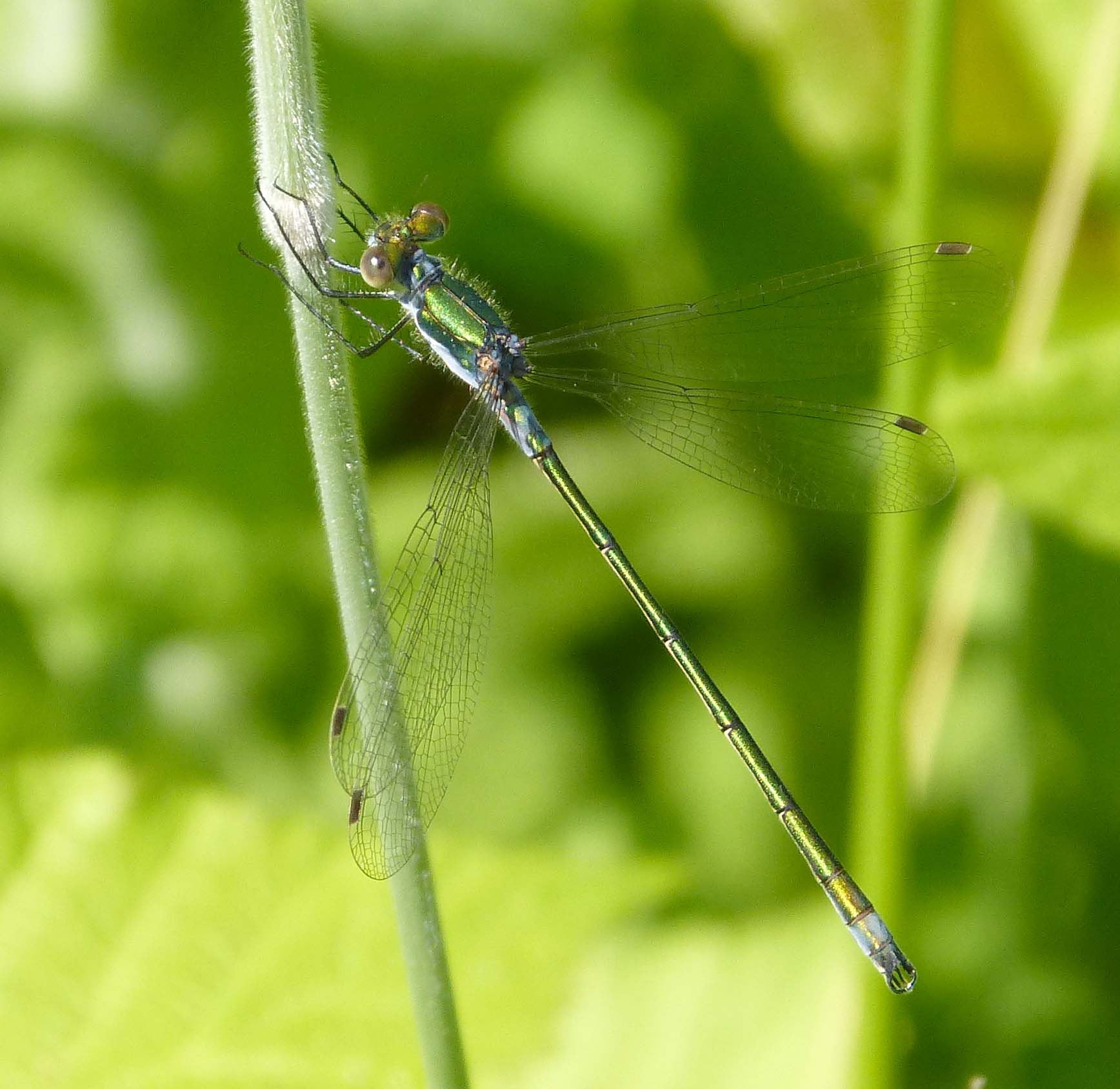
Gewone pantserjuffer (Lestes sponsa) ♂
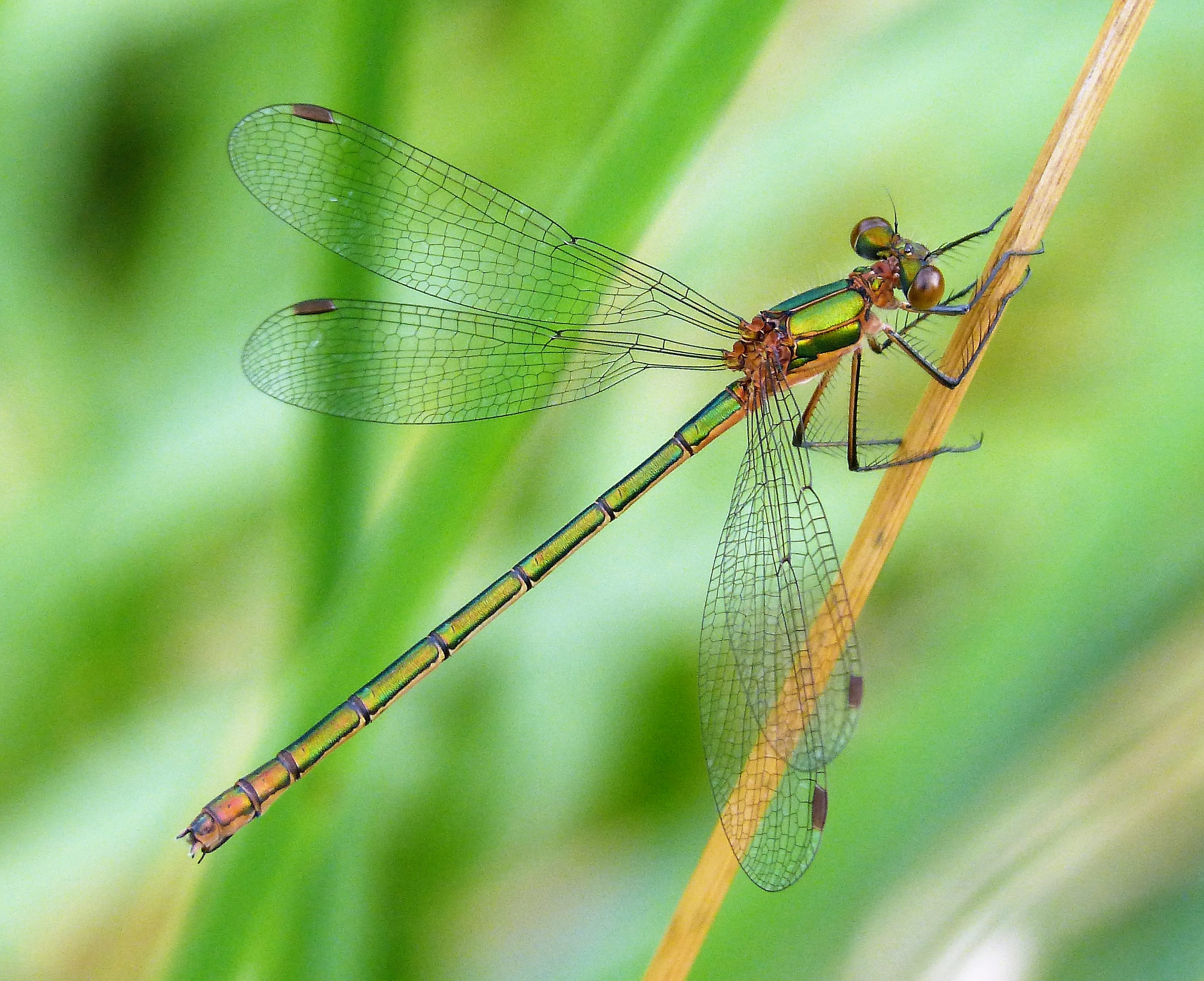
Gewone pantserjuffer (Lestes sponsa) ♀
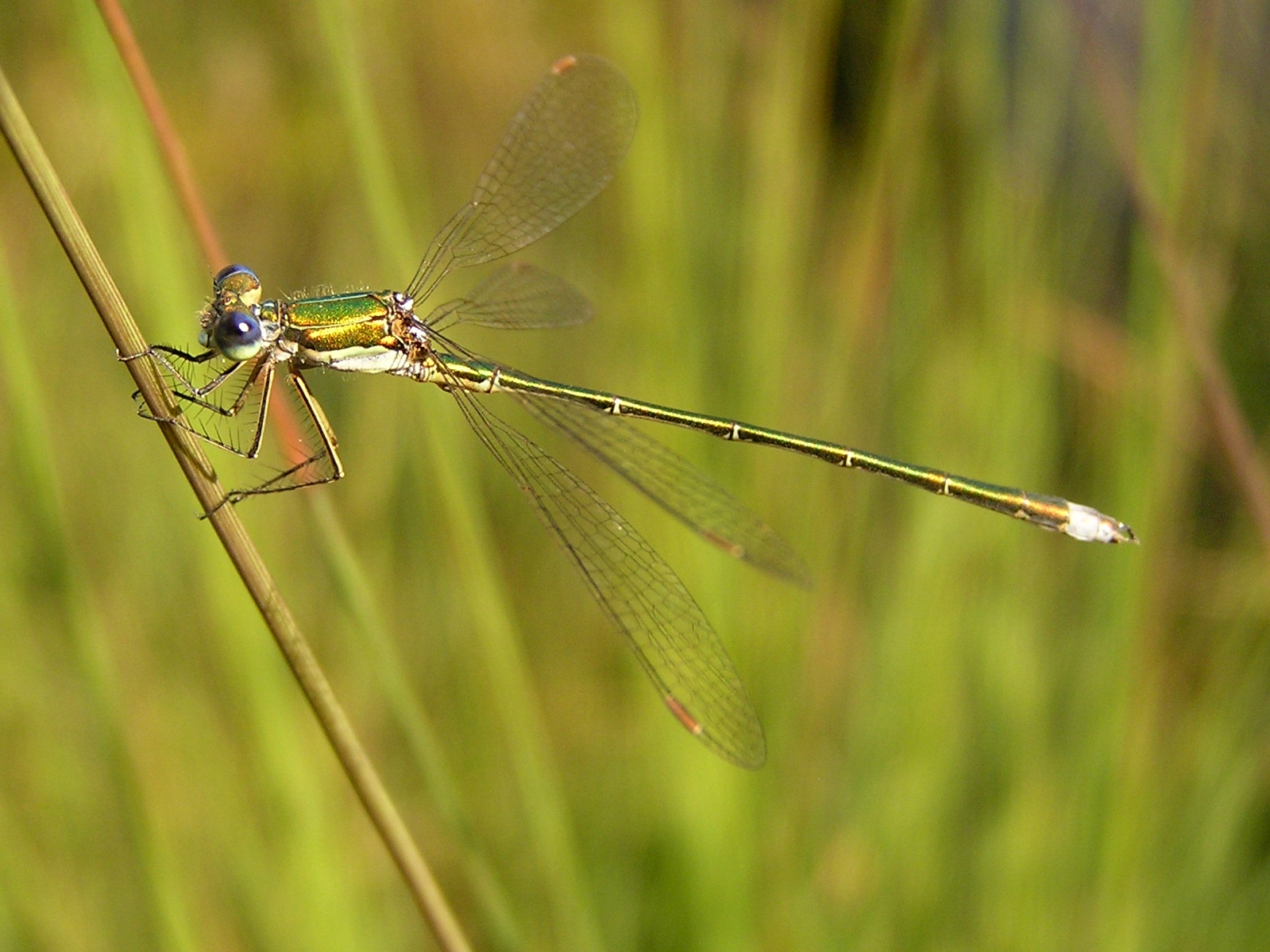
Tengere pantserjuffer (Lestes virens) ♂
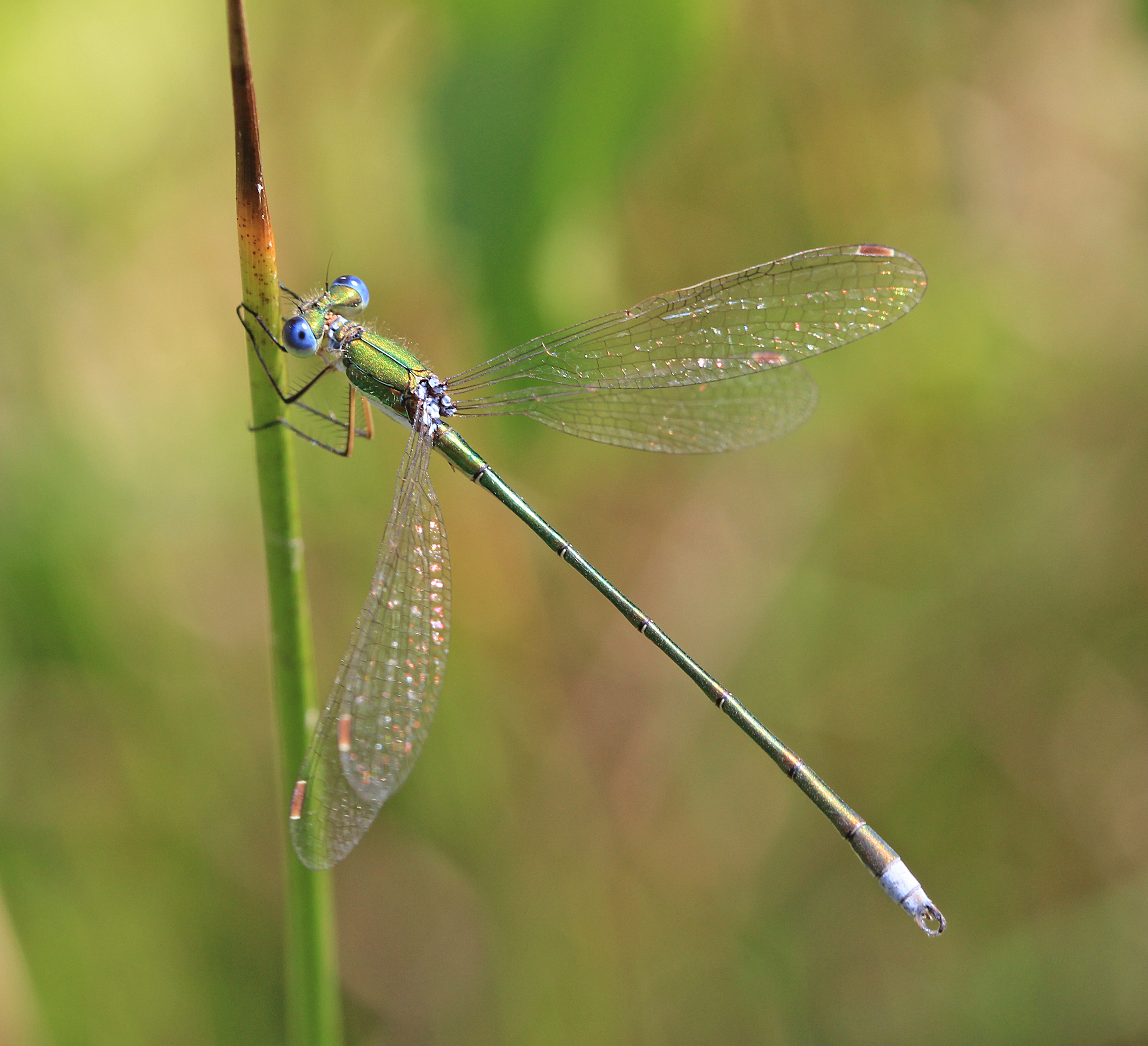
Tengere pantserjuffer (Lestes virens) ♂
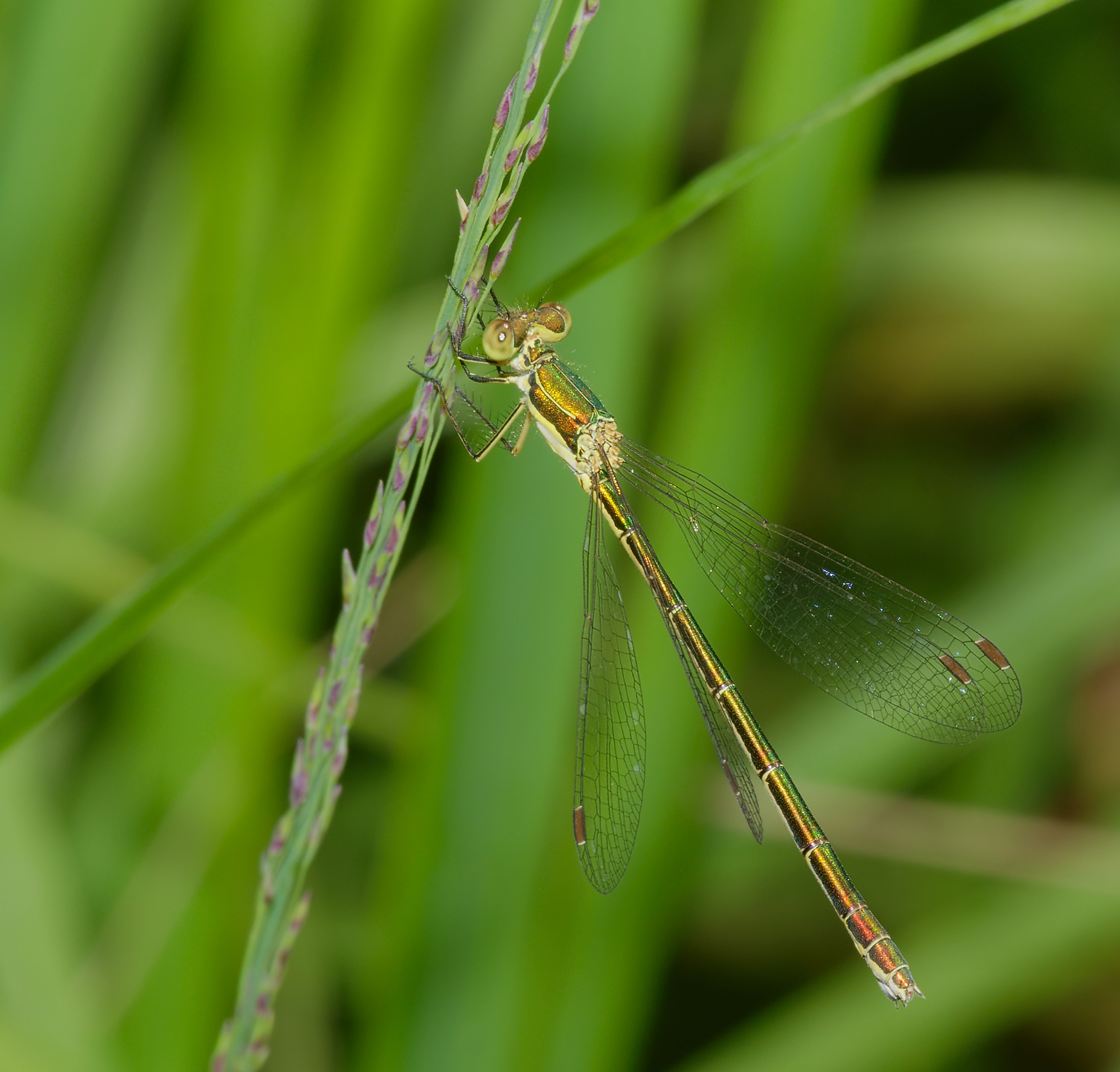
Tengere pantserjuffer (Lestes virens) ♀
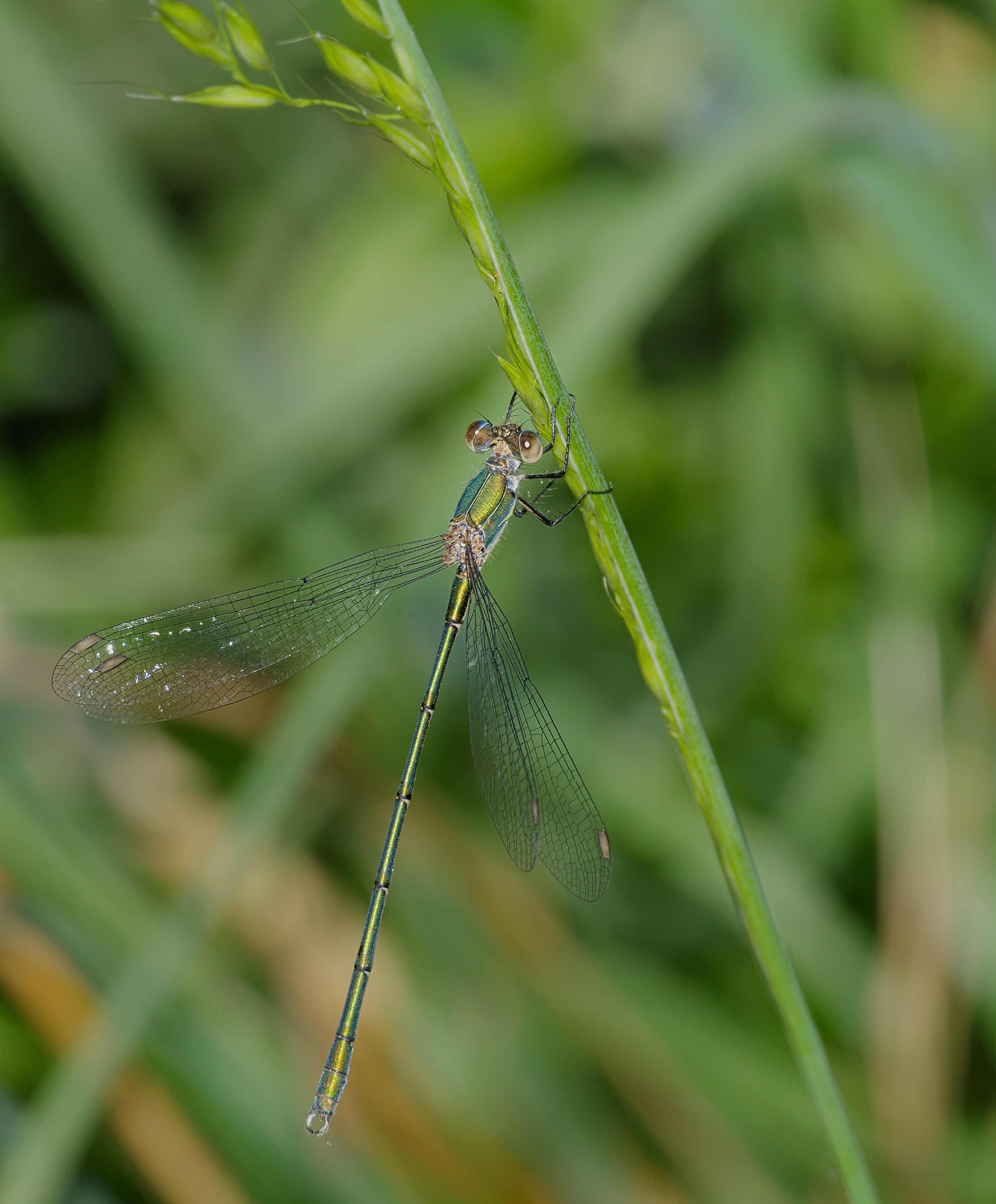
Houtpantserjuffer (Chalcolestes viridis) ♂
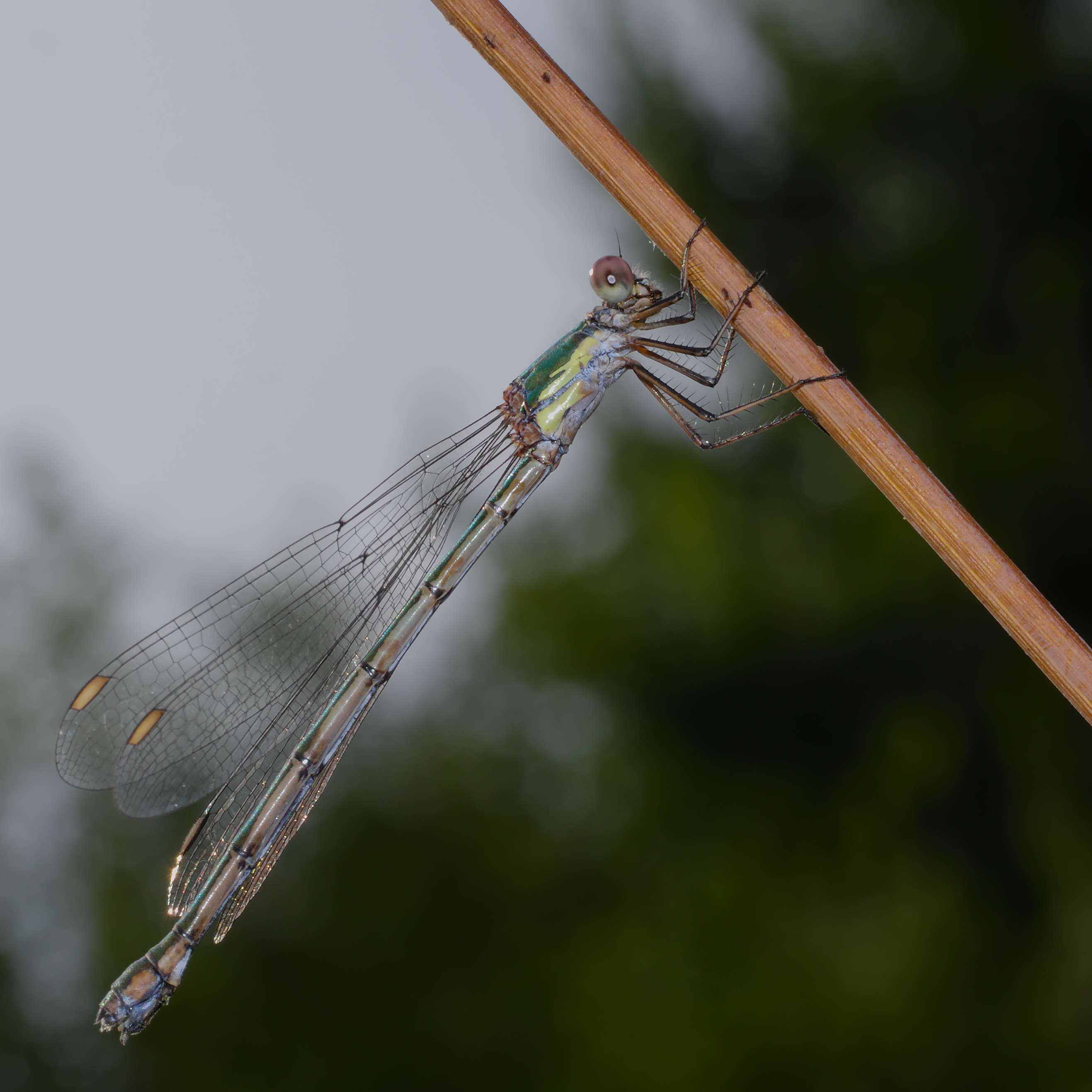
Houtpantserjuffer (Chalcolestes viridis) ♀